# Profetas y Frenéticos (álbum)
Profetas y Frenéticos es el primer álbum de estudio de la banda chilena Profetas y Frenéticos. Fue lanzado en el año 1991 por el sello Alerce.

## Antecedentes
Claudio Narea era el guitarrista y corista de la banda chilena de rock Los Prisioneros. En febrero de 1990, decidió dejar la banda.
Ya alejado de la música, un grupo de amigos le propuso una nueva agrupación, y fue así como comenzó a reunirse con ellos para tocar covers de Elvis Presley, Rolling Stones y Ramones. En ese contexto, Claudio Narea comenzó a componer sus primeras canciones.
La primera canción que compuso fue “Profeta y frenético”, canción que le dio nombre a la banda. Cantó por primera vez esta canción en agosto de 1990 en la Casa Constitución, Barrio Bellavista.

## Composición
Las letras del álbum evidencian un gusto por bailar e ironizar con la realidad, como si se tratara de un juego de libertad, como en "Profeta y frenético", "¡Muévete, retuércete!" o "(En este día aburrido) ¡Danza!".
La influencia católica de Narea se refleja en "Dios existe", canción en la que reflexiona sobre la religión.
También aparece una oda a la serie Los Tres Chiflados en la canción "Moe, Larry y Curlie".

## Grabación
Cuando el vocalista de la banda, Luis González, consolidó el sonido del grupo, en enero de 1991 grabaron Profetas y frenéticos, solo meses después de que Narea dejara Los Prisioneros.

## Recepción
El público más leal de la banda era en un reducido grupo de jóvenes amantes del punk. En las radios no sonaba el sonido pop-rock del álbum, ya que el género había dominado la década de los ochenta. Esto significó que el álbum no tuviera gran impacto en las listas musicales.

## Reedición
El sello Alerce reeditó el álbum en el año 2004. El álbum presenta dos canciones de su segundo álbum de estudio, Nuevo Orden (1992), y ofrece una mejor calidad de sonido.

## Lista de canciones
Todas las canciones escritas y compuestas por Claudio Narea, excepto donde se indique. 
| N.º | Título                                | Duración |  |
| 1.  | «Profeta y frenético»                 | 3:11     |  |
| 2.  | «¡Muévete, Retuércete!»               | 2:57     |  |
| 3.  | «Algo huele mal...pero hay fiesta»    | 5:33     |  |
| 4.  | «La granja (II)»                      | 2:38     |  |
| 5.  | «Dios existe»                         | 3:12     |  |
| 6.  | «Te he visto en películas»            | 4:14     |  |
| 7.  | «(En este día aburrido)¡Danza!»       | 4:07     |  |
| 8.  | «Seguir por donde voy» (Rojas, Narea) | 3:36     |  |
| 9.  | «En mi globo de color»                | 2:31     |  |
| 10. | «Moe, Larry y Curlie»                 | 4:21     |  |
| 11. | «Esto no es un juego»                 | 3:40     |  |
| 12. | «5353»                                | 3:14     |  |

## Músicos

### Profetas y Frenéticos
- Luis "Lucho" Gonzalez: Voz líder y pandero
- Claudio Narea: Guitarra, 2°voz y coros
- Dagoberto Gonzalez: Bajo y voz en tema 7
- Jorge Narea: Teclado y samples
- Juan Pablo Rojas: Batería y voz en temas 7 y 10